# Avi Nesher
Pour les articles homonymes, voir Nesher.
Avi Nesher (en hébreu : אבי נשר), né le 13 décembre 1953 à Ramat Gan (Israël), est un producteur, scénariste, réalisateur et acteur israélien.

## Biographie
Il a grandi aux États-Unis.

## Filmographie

### En tant que réalisateur
- 1978 : HaLahaka (he) (הלהקה)
- 1979 : Dizengoff 99 (en) (99 דיזנגוף)
- 1980 : Ha-Pachdanim (he) (הפחדנים)
- 1982 : Conqueror (She)
- 1984 : Za'am V'Tehilah (he) (זעם ותהילה)
- 1985 : Shovrim (he) (שוברים)
- 1991 : Timebomb
- 1993 : Le Double maléfique (Doppelganger)
- 1997 : Mercenary (TV)
- 1997 : Pulsions primaires (Savage)
- 1998 : Taxman
- 1999 : Raw Nerve
- 2002 : Ritual
- 2004 : Oriental
- 2004 : Au bout du monde à gauche (Sof Ha'Olam Smola)
- 2007 : Ha-Sodot
- 2010 : Once I Was (he) (פעם הייתי)
- 2013 : The Wonders (he) (פלאות)
- 2016 : Hahataim (he) (החטאים)
- 2018 : Sipur Acher (he) (סיפור אחר)
- 2021 : Tmunat Hanitzahon (he) (תמונת הניצחון)

### En tant que producteur
- 1998 : Mars 2056 (Mars)
- 1998 : Le Dernier Templier